# 佩氏湯鯉
佩氏湯鯉（學名：Kuhlia petiti），為輻鰭魚綱鱸形目鱸亞目湯鯉科的其中一種，分布於中東太平洋區，包括鳳凰群島、馬克薩斯群島、莫尔登岛、萊恩群島等海域，深度0-6公尺，本魚體橢圓而側扁，眼大，下頷突出，體色銀色，鼻子和下巴前面略帶黑色；尾鰭黑色，上下葉片基部有一個大的C形白色標記，葉片尖端白色，背鰭硬棘10枚；背鰭軟條11-12枚；臀鰭硬棘3枚；臀鰭軟條11-12枚，體長可達20.1公分，棲息在底中層水域，以浮游動物為食，生活習性不明。